# Református Egyházak Világközössége

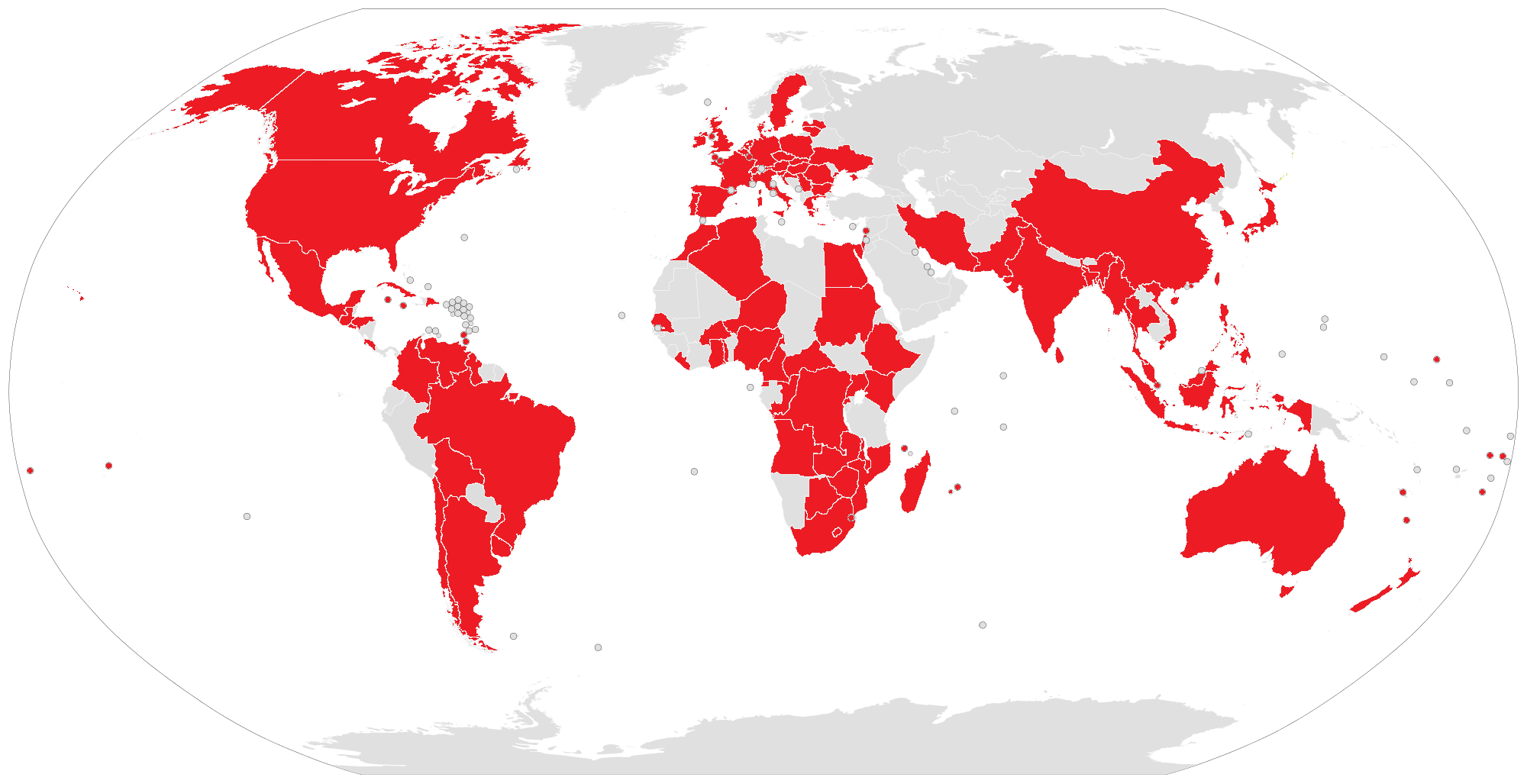
Pirossal jelölve azon országok, amelyekben 2013-ban legalább egy egyház csatlakozott a Világközösséghez

A Református Egyházak Világközössége (angolul World Communion of Reformed Churches, rövidítve WCRC) 2010. június 18-án alakult meg a Michigan állambeli Grand Rapids-ban. Az addigi Református Egyházak Világszövetsége (angol rövidítése WARC) és a Református Ökumenikus Zsinat egyesült ezen az új néven. Az új egyházi világszervezet 108 ország több mint 230 egyházába tartozó, 80 millió református legmagasabb szintű nemzetközi testülete. Székhelye 2014 óta Hannoverben van. A Magyarországi Református Egyház a Világközösségnek is tagja.

## Előzményei
- Kétnapos tanácskozás után, 2006. február 1-jén Clifton Kirkpatrick, a Református Egyházak Világszövetsége (Református Világszövetség) elnöke és Douwe Visser, a Református Ökumenikus Tanács (REC) elnöke, közös levélben fejezték ki szándékukat, hogy a két szervezetet World Reformed Communion néven a közeljövőben egyesítik.
- A református egyházak két nagy világszervezetének összevonásával 2010. június 18-án létrejött a Református Egyházak Világközössége  Egyben a Református Egyházak Világszövetsége megszűnt. Az új szervezetet – amely a Református Világszövetség (RVSZ) és a Református Ökumenikus Tanács (RÖT) összevonásával jött létre. Egyben a két egyesült szervezet megszűnt.